# Power Macintosh G3 Tout-En-Un
Pour un article plus général, voir Power Macintosh G3.
Le Power Macintosh G3 Tout-En-Un ne fut jamais commercialisé en Europe. Il était disponible aux États-Unis en 233 et 266 MHz pour respectivement 1 500 et 1 800 $ US.
C’était le dernier modèle appelé « Macintosh ».
Il est souvent surnommé "Molar Mac" en raison de son design surprenant qui peut évoquer la forme d'une molaire.

## Caractéristiques
- Processeur : PowerPC 750 cadencé à 233 ou 266 MHz.
- Adressage 32 bits.
- Bus système 64 bits cadencés à 66 MHz.
- mémoire morte : 4 Mio.
- Mémoire vive : 32 Mio, extensible à 384 Mio (ou 768 Mio avec des barrettes plus récentes non supportées par Apple).
- Mémoire cache de niveau 1 : 32 Kio.
- Mémoire cache de niveau 2 : 512 Kio, cadencée respectivement à 117 et 133 MHz.
- Disque dur ATA de 4 Go.
- Lecteur de disquette 1,44 Mo 3,5".
- Lecteur CD-ROM 24× ATAPI.
- 2 Mio de mémoire vidéo, extensible à 6 Mio.
- Écran CRT 15" couleur intégré.
- Slots d’extension :
  - 3 slots d’extension PCI.
  - 3 connecteurs mémoire de type SDRAM PC66 (vitesse minimale : 10 ns).
  - 1 emplacement VRAM.
- Connectique :
  - Port SCSI DB-25.
  - 1 port série Mini Din-8 Geoports[réf. souhaitée].
  - 1 port ADB.
  - 1 port HDI-20.
  - Port Ethernet 10 Base-T.
  - Entrée audio stéréo 16 bits.
  - Sortie audio stéréo 16 bits.
- Haut-parleur stéréo.
- Dimensions : 50,6 × 40,8 × 45,7 cm.
- Poids : 27 kg.
- Alimentation : 300 W.
- Systèmes supportés : Mac OS 8.0 à Mac OS X 10.2.8.